# Hatchie
Harriette Pilbeam, conhecida profissionalmente como Hatchie (Brisbane, 4 de maio de 1993), é uma cantora, compositora e música australiana. Ela lançou seu EP de estreia Sugar & Spice em 2018, e seu álbum de estreia Keepsake em junho de 2019.

## Vida e carreira
Harriette Pilbeam nasceu no dia 4 de maio de 1993 em Brisbane, Austrália. Ela começou a cantar ainda na infância, aprendeu a tocar baixo e guitarra na adolescência e posteriormente aprendeu também a tocar piano e clarinete. Ela estudou entretenimento, música e gerenciamento na faculdade antes de começar sua carreira como artista. Além de seu projeto solo, Pilbeam é vocalista e baixista na banda de indie rock Babaganouj, e foi integrante da banda Go Violets, cujas atividades se encerraram em 2014.
Seu nome artístico, Hatchie, vem de seu apelido de família, e foi sob esta alcunha que ela lançou seu single de estreia "Try" em maio de 2017. O single lhe rendeu atenção significativa em seu país de origem, Austrália. Tendo fechado contrato com a Ivy League Records, seu segundo single "Sure" foi lançado em novembro do mesmo ano. Em janeiro de 2018, ela fechou contrato também com a Double Double Whammy e a Heavenly Recordings. Ela lançou ainda mais dois singles, "Sugar & Spice" e "Sleep", antes de lançar seu EP de estreia Sugar & Spice em maio de 2018. O EP compreende os quatro singles já lançados e uma faixa adicional, intitulada "Bad Guy".
Em fevereiro de 2019, Hatchie anunciou seu álbum de estreia, Keepsake, e lançou o single "Without a Blush". Este foi sucedido por mais dois singles, "Stay With Me" e "Obssessed", antes do lançamento do álbum em 21 de junho.

## Estilo musical
Stereogum descreveu o estilo de Hatchie como "uma mistura cósmica de dream pop e shoegaze".  Sua sonoridade tem sido comparada à de diversos artistas, alguns dois quais ela mesma cita como influências, incluindo Cocteau Twins, The Sundays, Mazzy Star, Natalie Imbruglia e The Cranberries. Outras influências citadas por Hatchie são My Bloody Valentine, Kate Bush, Alvvays, Siouxsie Sioux, Kylie Minogue, Sky Ferreira, Wolf Alice, Chairlift e Carly Rae Jepsen.

## Discografia

### Álbums
| Título   | Detalhes | Posição nos rankings |
| Título   | Detalhes | AUS                  |
| -------- | --- | -------------------- |
| Keepsake | - Lançamento: 21 de junho de 2019 - Selos: Double Double Whammy, Ivy League, Heavenly Recordings - Formatos: LP, CD, cassete e download digital | 25                   |

### Extended plays
| Título        | Detalhes |
| ------------- | --- |
| Sugar & Spice | - Lançamento: 25 de maio de 2018 - Selos: Double Double Whammy, Ivy League, Heavenly Recordings - Formatos: LP, CD, cassete e download digital |

### Singles
| Título            | Ano  | Álbum         |
| ----------------- | ---- | ------------- |
| "Try"             | 2017 | Sugar & Spice |
| "Sure"            | 2017 | Sugar & Spice |
| "Sugar & Spice"   | 2018 | Sugar & Spice |
| "Sleep"           | 2018 | Sugar & Spice |
| "Without a Blush" | 2019 | Keepsake      |
| "Stay With Me"    | 2019 | Keepsake      |
| "Obssessed"       | 2019 | Keepsake      |